# Независни учесници на Летњим олимпијским играма 1992.
Спортисти из Републике Македоније и СР Југославије, која се састојала из Црне Горе и Србије, су се такмичили на Летњим олимпијским играма које су се одржале у Барселони 1992. године као Независни учесници олимпијских игара. Македонски спортисти нису могли да учествују под својом заставом зато што нису имали свој Национални олимпијски комитет. СР Југославија је у то доба била под санкцијама Уједињених нација што ју је спречило да као држава узме учешћа на олимпијским играма. Из ових разлога спортисти из ове две државе су могли да учествују на олимпијским играма само као независни учесници и искључиво у индивидуалним спортовима, што је значило да на играма не могу да учествују мушка ватерполо репрезентација, женска кошаркашка репрезентација и мушка и женска рукометна репрезентација, који су се претходно квалификовали, а мушка кошаркашка репрезентација није могла да учествује у квалификацијама.
И поред свих ових тешкоћа спортисти су успели да освоје три олимпијске медаље, и то све три у стрељаштву.

## Освајачи медаља
| Медаља | Такмичар          | Држава         | Спорт      | Дисциплина                          |
| ------ | ----------------- | -------------- | ---------- | ----------------------------------- |
|        | Јасна Шекарић     | СР Југославија | Стрељаштво | 10 м ваздушни пиштољ, жене          |
|        | Аранка Биндер     | СР Југославија | Стрељаштво | 10 м ваздушна пушка, жене           |
|        | Стеван Плетикосић | СР Југославија | Стрељаштво | 50 м МК пушка лежећи став, мушкарци |

## Учесници по спортовима
| Спорт               | Мушкарци | Жене | Укупно |
| ------------------- | -------- | ---- | ------ |
| Атлетика            | 6        | 2    | 8      |
| Бициклизам          | 5        | 0    | 5      |
| Веслање             | 2        | 0    | 2      |
| Кајак и кану        | 3        | 0    | 3      |
| Мачевање            | 0        | 1    | 1      |
| Пливање             | 1        | 1    | 2      |
| Рвање               | 8        | 0    | 8      |
| Ритмичка гимнастика | 0        | 2    | 2      |
| Синхроно пливање    | 0        | 3    | 3      |
| Стони тенис         | 3        | 2    | 5      |
| Стрељаштво          | 3        | 5    | 8      |
| Тенис               | 1        | 0    | 1      |
| Џудо                | 3        | 1    | 4      |
| 13 спортова         | 35       | 17   | 52     |

| Спорт        | Мушкарци | Жене | Укупно |
| ------------ | -------- | ---- | ------ |
| Атлетика     | 0        | 1    | 1      |
| Кајак и кану | 2        | 0    | 2      |
| Пливање      | 1        | 1    | 2      |
| Рвање        | 1        | 0    | 1      |
| 4 спорта     | 4        | 2    | 6      |

## СР Југославија

### Атлетика
Мушкарци
| Атлетичар          | Дисциплина   | Групе    | Групе   | Четвртфинале         | Четвртфинале         | Полуфинале           | Полуфинале           | Финале               | Финале               |
| Атлетичар          | Дисциплина   | Резултат | Пласман | Резултат             | Пласман              | Резултат             | Пласман              | Резултат             | Пласман              |
| ------------------ | ------------ | -------- | ------- | -------------------- | -------------------- | -------------------- | -------------------- | -------------------- | -------------------- |
| Дејан Јовковић     | 200 м        | 21.77    | 5       | Није се квалификовао | Није се квалификовао | Није се квалификовао | Није се квалификовао | Није се квалификовао | Није се квалификовао |
| Слободан Бранковић | 400 м        | 46.34    | 2       | 45.90                | 6                    | Није се квалификовао | Није се квалификовао | Није се квалификовао | Није се квалификовао |
| Слободан Поповић   | 800 м        | 1:49.69  | 4       |                      |                      | Није се квалификовао | Није се квалификовао | Није се квалификовао | Није се квалификовао |
| Драган Перић       | Бацање кугле | 20.24    | 4       |                      |                      |                      |                      | 20.32                | 7                    |
| Стеван Зорић       | Скок у вис   | 2.15     | =19     |                      |                      |                      |                      | Није се квалификовао | Није се квалификовао |
| Драгутин Топић     | Скок у вис   | 2.26     | =3      |                      |                      |                      |                      | 2.28                 | =8                   |

Жене
| Атлетичарка    | Дисциплина | Групе    | Групе   | Финале                | Финале                |
| Атлетичарка    | Дисциплина | Резултат | Пласман | Резултат              | Пласман               |
| -------------- | ---------- | -------- | ------- | --------------------- | --------------------- |
| Сузана Ћирић   | 10.000 м   | 33:42.26 | 15      | Нису се квалификовале | Нису се квалификовале |
| Тамара Малешев | Скок у даљ | 6.35     | 22      | Нису се квалификовале | Нису се квалификовале |

### Бициклизам

#### Друмски бициклизам
| Бициклиста                                                       | Дисциплина        | Време        | Пласман      |
| ---------------------------------------------------------------- | ----------------- | ------------ | ------------ |
| Александар Миленковић                                            | Друмска трка      | 4:35:56      | 42           |
| Микош Рњаковић                                                   | Друмска трка      | Није завршио | Није завршио |
| Радиша Чубрић                                                    | Друмска трка      | 4:44:74      | 78           |
| Мићо Брковић Александар Миленковић Микош Рњаковић Душан Попесков | Хронометар екипно | 2:14:37      | 18           |

#### Бициклизам на писти
| Бициклиста     | Дисциплина   | Квалификације | Квалификације | Квалификације | Финале               | Финале               | Финале               |
| Бициклиста     | Дисциплина   | Бодови        | Кругови       | Пласман       | Бодови               | Кругови              | Пласман              |
| -------------- | ------------ | ------------- | ------------- | ------------- | -------------------- | -------------------- | -------------------- |
| Душан Попесков | Бодовна трка | -             | -             | Није завршио  | Није се квалификовао | Није се квалификовао | Није се квалификовао |

### Веслање
Мушкарци
| Веслачи                     | Дисциплина           | Групе   | Групе   | Четвртфинале (Репесаж) | Четвртфинале (Репесаж) | Полуфинале | Полуфинале | Финале  | Финале  |
| Веслачи                     | Дисциплина           | Време   | Пласман | Време                  | Пласман                | Време      | Пласман    | Време   | Пласман |
| --------------------------- | -------------------- | ------- | ------- | ---------------------- | ---------------------- | ---------- | ---------- | ------- | ------- |
| Владимир Бањанац Лазо Пивач | Двојац без кормилара | 7:08.35 | 5. Р    | 6:54.76                | 3. ФЦ                  |            |            | 6:44.52 | 14/19   |

Р = Пласману репесаж, ФЦ = Пласман у Ц финале

### Кајак и кану

#### Мирне воде
| Кајакаш                     | Дисциплина | Група   | Група | Репесаж | Репесаж | Полуфинале            | Полуфинале            | Финале                | Финале                |
| Кајакаш                     | Дисциплина | Време   | Место | Време   | Место   | Време                 | Место                 | Време                 | Место                 |
| --------------------------- | ---------- | ------- | ----- | ------- | ------- | --------------------- | --------------------- | --------------------- | --------------------- |
| Жарко Векић                 | К-1 500 м  | 1:51.44 | 6     | 1:55.32 | 6       | Нису се квалификовали | Нису се квалификовали | Нису се квалификовали | Нису се квалификовали |
| Срђан Мариловић             | К-1 1000 м | 3:50.02 | 7     | 3:45.52 | 6       | Нису се квалификовали | Нису се квалификовали | Нису се квалификовали | Нису се квалификовали |
| Жарко Векић Срђан Мариловић | К-2 1000 м | 3:31.69 | 6     | 3:38.17 | 5       | Нису се квалификовали | Нису се квалификовали | Нису се квалификовали | Нису се квалификовали |

#### Слалом
| Кајакаш        | Дисциплина | Прва вожња | Прва вожња    | Прва вожња   | Друга вожња | Друга вожња   | Друга вожња  | Укупно       | Укупно  |
| Кајакаш        | Дисциплина | Време      | Казнени поени | Укупно време | Време       | Казнени поени | Укупно време | Збирно време | Пласман |
| -------------- | ---------- | ---------- | ------------- | ------------ | ----------- | ------------- | ------------ | ------------ | ------- |
| Милан Ђорђевић | К-1        | -          | 10            | Није завршио | 2:26.28     | 10            | 156.28       | 156.28       | 39      |

### Мачевање
Жене
| Такмичарка         | Дисциплина | Елиминационе групе | 1. коло            | Репесаж 1. коло              | 2. коло                    | Репесаж 2. коло       | 3. коло               | Репесаж 3. коло       | 4. коло               | Четвртфинале          | Полуфинале            | Финале / МБ           | Финале / МБ |
| Такмичарка         | Дисциплина | Противник Резултат | Противник Резултат | Противник Резултат           | Противник Резултат         | Противник Резултат    | Противник Резултат    | Противник Резултат    | Противник Резултат    | Противник Резултат    | Противник Резултат    | Противник Резултат    | Пласман     |
| ------------------ | ---------- | ------------------ | ------------------ | ---------------------------- | -------------------------- | --------------------- | --------------------- | --------------------- | --------------------- | --------------------- | --------------------- | --------------------- | ----------- |
| Тамара Савић-Шотра | Флорет     | 5. K               | Слободна           | Изабел Спенато (FRA) · П 0-2 | Олга Величко (EUN) · П 1-2 | Није се квалификовала | Није се квалификовала | Није се квалификовала | Није се квалификовала | Није се квалификовала | Није се квалификовала | Није се квалификовала | 31/46       |

### Пливање

#### Мушкарци
| Пливачица    | Дисциплина     | Група | Група   | Финале           | Финале           |
| Пливачица    | Дисциплина     | Време | Пласман | Време            | Пласман          |
| ------------ | -------------- | ----- | ------- | ---------------- | ---------------- |
| Младен Капор | 50 м слободно  | 23.42 | 23      | Није се пласирао | Није се пласирао |
| Младен Капор | 100 м слободно | 51.44 | 30      | Није се пласирао | Није се пласирао |

#### Жене
| Пливачица   | Дисциплина  | Група   | Група   | Финале            | Финале            |
| Пливачица   | Дисциплина  | Време   | Пласман | Време             | Пласман           |
| ----------- | ----------- | ------- | ------- | ----------------- | ----------------- |
| Дарја Алауф | 100 м леђно | 1:06.81 | 40      | Није се пласирала | Није се пласирала |
| Дарја Алауф | 200 м леђно | 2:22.07 | 37      | Није се пласирала | Није се пласирала |

### Рвање

#### Грчко-римски стил
| Рвач             | Категорија | Елиминациона група               | Елиминациона група               | Елиминациона група                   | Елиминациона група            | Елиминациона група | Елиминациона група | Елиминациона група | Финални мечеви                  | Финални мечеви       |
| Рвач             | Категорија | 1. коло Резултат                 | 2. коло Резултат                 | 3. коло Резултат                     | 4. коло Резултат              | 5. коло Резултат   | 6. коло Резултат   | Пласман            | Мечеви за пласман Резултат      | Пласман              |
| ---------------- | ---------- | -------------------------------- | -------------------------------- | ------------------------------------ | ----------------------------- | ------------------ | ------------------ | ------------------ | ------------------------------- | -------------------- |
| Сенад Ризвановић | до 52 кг   | Ремзи Озтурк (TUR) · Поб 10-0    | Улисес Валентин (DOM) · Поб 21-3 | Шон Шелдон (USA) · Пор 3-21          | Џон Ронинген (NOR) · Пор 0-11 |                    |                    | 4                  | Исмо Камесаки (FIN) · Пор 1-2   | 8                    |
| Зоран Галовић    | до 57 кг   | Мариан Санду (ROU) · Пор 4-5     | Ан-Хан Бонг (KOR) · Пор 0-6      |                                      |                               |                    |                    | 8                  | Није се квалификовао            | Није се квалификовао |
| Нандор Сабо      | до 68 кг   | Гани Јалуз (FRA) · Пор 2-4       | Атила Репка (HUN) · Пор 1-10     |                                      |                               |                    |                    | 8                  | Није се квалификовао            | Није се квалификовао |
| Жељко Трајковић  | до 74 кг   | Јозеф Трач (POL) · Пор 0-2       | Слободан                         | Хосе Алберто Рекуеро (ESP) · Поб 3-0 | Антон Мархл (AUT) · Пор 0-2   |                    |                    | 6                  | Није се квалификовао            | Није се квалификовао |
| Горан Касум      | до 82 кг   | Петер Фаркаш (HUN) · Пор 1-4     | Леонидас Папас (GRE) · Поб 3-0   | Ден Хендерсон (USA) · Поб 3-0        | Томас Зандер (GER) · Поб 0-0  |                    |                    | 3                  | Тимо Ниеми (FIN) · Пор 1-3      | 6                    |
| Пајо Ивошевић    | до 90 кг   | Анри Меи (FRA) · Пор 0-1         | Михиал Фој (USA) · Пор 3-4       |                                      |                               |                    |                    | 10                 | Није се квалификовао            | Није се квалификовао |
| Милош Говедарица | до 100 кг  | Андреас Стеинбах (GER) · Пор 1-2 | Норберт Новењи (HUN) · Поб 3-1   | Сергеј Демјашкевич (EUN) · Пор 1-7   | Атанас Комчев (BUL) · Поб 5-0 |                    |                    | 5                  | Хелгер Халик (EST) · Поб 5-0    | 9                    |
| Милан Радаковић  | до 130 кг  | Гиљермо Дијаз (MEX) · Поб 7-0    | Јуха Ахокас (FIN) · Пор 0-2      | Јон Григораш (ROU) · Пор 1-8         |                               |                    |                    | 5                  | Јержи Хромански (POL) · Пор 2-4 | 10                   |

### Ритмичка гимнастика
| Гимнастичарка    | Дисциплина | Квалификације | Квалификације | Квалификације | Квалификације | Квалификације | Квалификације | Финале                | Финале                | Финале                | Финале                | Финале                | Финале                |
| Гимнастичарка    | Дисциплина | Трака         | Обруч         | Лопта         | Чуњеви        | Укупно        | Пласман       | Трака                 | Обруч                 | Лопта                 | Чуњеви                | Укупно                | Пласман               |
| ---------------- | ---------- | ------------- | ------------- | ------------- | ------------- | ------------- | ------------- | --------------------- | --------------------- | --------------------- | --------------------- | --------------------- | --------------------- |
| Мајда Милак      | Поједначио | 9.000         | 9.100         | 8.975         | 8.600         | 35.675        | 32            | Нису се квалификовале | Нису се квалификовале | Нису се квалификовале | Нису се квалификовале | Нису се квалификовале | Нису се квалификовале |
| Кристина Радоњић | Поједначио | 8.700         | 9.000         | 9.100         | 8.800         | 35.600        | 33            | Нису се квалификовале | Нису се квалификовале | Нису се квалификовале | Нису се квалификовале | Нису се квалификовале | Нису се квалификовале |

### Синхроно пливање
| Пливачица            | Дисциплина  | Квалификације   | Квалификације   | Квалификације  | Финале          | Финале                | Финале                | Финале                |                       |
| Пливачица            | Дисциплина  | Слободни састав | Обавезни састав | Укупно пласман | Слободни састав | Обавезни састав       | Укупно                | Пласман               |                       |
| -------------------- | ----------- | --------------- | --------------- | -------------- | --------------- | --------------------- | --------------------- | --------------------- | --------------------- |
| Марија Сеница        | Појединачно | 79.08           | 68.072          | 147.152        | 21              | Нису се квалификовале | Нису се квалификовале | Нису се квалификовале | Нису се квалификовале |
| Маја Кос Вања Мичета | Парови      | 71.44           | 66.019          | 137.459        | 18              | Нису се квалификовале | Нису се квалификовале | Нису се квалификовале | Нису се квалификовале |

### Стони тенис

#### Мушкарци
| Такмичар                        | Дисциплина  | Група                                             | Група                                               | Група                                        | Група   | Осмина Финала         | Четверфинале                                | Полуфинале            | Финале                | Финале                |
| Такмичар                        | Дисциплина  | Противник Резултат                                | Противник Резултат                                  | Противник Резултат                           | Пласман | Противник Резултат    | Противник Резултат                          | Противник Резултат    | Противник Резултат    | Пласман               |
| ------------------------------- | ----------- | ------------------------------------------------- | --------------------------------------------------- | -------------------------------------------- | ------- | --------------------- | ------------------------------------------- | --------------------- | --------------------- | --------------------- |
| Зоран Калинић                   | Појединачно | Жан-Филип Гасен (FRA) · Пор 0-2                   | Атанда Муса (NGR) · Поб 2-0                         | Хаген Боуер (NZL) · Поб 2-10                 | 2       | Није се квалификовали | Није се квалификовали                       | Није се квалификовали | Није се квалификовали | Није се квалификовали |
| Илија Лупулеску                 | Појединачно | Ли-Гун Санг (PRK) · Пор 0-2                       | Суле Олаеје (NGR) · Поб 2-1                         | Атахер Мохамед Ел-Махуб (LBA) · Поб 2-0      | 2       | Није се квалификовали | Није се квалификовали                       | Није се квалификовали | Није се квалификовали | Није се квалификовали |
| Слободан Грујић Илија Лупулеску | Парови      | Микаел Апелгрен · Јан-Ове Валднер (SWE) · Поб 2-1 | Кињиро Накамура · Такехиро Ватанабе (JPN) · Поб 2-0 | Камлеш Мехта · Сујај Горпаде (IND) · Поб 2-0 | 1       |                       | Штефен Фецнер · Јирг Роскоф (GER) · Пор 0-2 | Нису се квалификовали | Нису се квалификовали | Нису се квалификовали |

#### Жене
| Такмичар                      | Дисциплина  | Група                                          | Група                                  | Група                                            | Група   | Осмина Финала         | Четвртфинале          | Полуфинале            | Финале                | Финале                |
| Такмичар                      | Дисциплина  | Противник Резултат                             | Противник Резултат                     | Противник Резултат                               | Пласман | Противник Резултат    | Противник Резултат    | Противник Резултат    | Противник Резултат    | Пласман               |
| ----------------------------- | ----------- | ---------------------------------------------- | -------------------------------------- | ------------------------------------------------ | ------- | --------------------- | --------------------- | --------------------- | --------------------- | --------------------- |
| Јасна Фазлић                  | Појединачно | Отилиа Бадеску (ROU) · Пор 0-2                 | Нијати Рој Шах (IND) · Поб 2-0         | Марисел Родригез (CUB) · Поб 2-10                | 2       | Није се квалификовала | Није се квалификовала | Није се квалификовала | Није се квалификовала | Није се квалификовала |
| Гордана Перкучин Јасна Фазлић | Парови      | Мирјам Хоман · Бетине Врисекоф (NED) · Пор 1-2 | Квок Јинг · Кери Тепер (AUS) · Поб 2-0 | Моника Доти · Лине Мијуки Косака (BRA) · Поб 2-0 | 2       |                       | Нису се квалификовале | Нису се квалификовале | Нису се квалификовале | Нису се квалификовале |

### Стрељаштво

#### Мушкарци
| Горан Максимовић  | Ваздушна пушка 10 м   | 592   | 2   | 690.6                | 5                    |                      |                      |
| Горан Максимовић  | МК пушка 50 м лежећи  | 591   | =31 | Није се квалификовао | Није се квалификовао | Није се квалификовао | Није се квалификовао |
| Горан Максимовић  | МК пушка тростав 50 м | 1,158 | =17 | Није се квалификовао | Није се квалификовао | Није се квалификовао | Није се квалификовао |
| Немања Миросављев | Ваздушна пушка 10 м   | 587   | =18 | Није се квалификовао | Није се квалификовао | Није се квалификовао | Није се квалификовао |
| Немања Миросављев | МК пушка тростав 50 м | 1,163 | 9   | Није се квалификовао | Није се квалификовао | Није се квалификовао | Није се квалификовао |
| Стеван Плетикосић | МК пушка 50 м лежећи  | 597   | 3   | 701.1                |                      |                      |                      |

#### Жене
| Аранка Биндер     | Ваздушна пушка 10 м   | 393 | 5   | 495.1                 |                       |                       |                       |
| Александра Ивошев | МК пушка тростав 50 м | 577 | =14 | Није се квалификовала | Није се квалификовала | Није се квалификовала | Није се квалификовала |
| Лидија Михајловић | Ваздушна пушка 10 м   | 389 | =17 | Није се квалификовао  | Није се квалификовао  | Није се квалификовао  | Није се квалификовао  |
| Лидија Михајловић | МК пушка тростав 50 м | 565 | 33  | Није се квалификовао  | Није се квалификовао  | Није се квалификовао  | Није се квалификовао  |
| Естер Пољак       | Ваздушни пиштољ 10 м  | 369 | =42 | Није се квалификовала | Није се квалификовала |                       |                       |
| Јасна Шекарић     | Ваздушни пиштољ 10 м  | 389 | 1   | 486.4                 |                       |                       |                       |
| Јасна Шекарић     | МК пиштољ 25 м        | 583 | 5   | 676                   | 6                     |                       |                       |

### Тенис
Мушкарци
| Тенисер            | Дисциплина  | Коло 64                                           | Коло 32              | Коло 16              | Четвртфинале         | Полуфинале           | Финале               |
| Тенисер            | Дисциплина  | Противник Резултат                                | Противник Резултат   | Противник Резултат   | Противник Резултат   | Противник Резултат   | Противник Резултат   |
| ------------------ | ----------- | ------------------------------------------------- | -------------------- | -------------------- | -------------------- | -------------------- | -------------------- |
| Срђан Мушкатировић | појединачно | Ж. Онсинс · Бразил · Пор. 6-7, 6-4, 1-6, 6-4, 1-6 | Није се квалификовао | Није се квалификовао | Није се квалификовао | Није се квалификовао | Није се квалификовао |

### Џудо
На Олимпијске игре путовала је и џудисткиња из Никшића Зорица Благојевић. Она се квалификовала у категорији до 72кг, међутим Олимпијски комитет и Џудо савез Југославије погрешно ју је пријавио у категорију до 52кг. Како је жребање већ било завршено, и поред приговора, Зорица није могла да наступа на играма.
Мушкарци
| Такмичар         | Дисциплина | Борбе | Пласман |
| ---------------- | ---------- | ----- | ------- |
| Мирослав Јочић   | 71 кг      |       | =22     |
| Дано Пантић      | 95 кг      |       | =22     |
| Митар Милинковић | +95 кг     |       | =21     |

Жене
| Такмичарка        | Дисциплина | Борбе | Пласман |
| ----------------- | ---------- | ----- | ------- |
| Лепосава Марковић | 48 кг      |       | =20     |

## Република Македонија

### Атлетика
Жене
| Атлетичарка         | Дисциплина    | Групе    | Групе   | Четвртфинале          | Четвртфинале          | Полуфинале            | Полуфинале            | Финале                | Финале                |
| Атлетичарка         | Дисциплина    | Резултат | Пласман | Резултат              | Пласман               | Резултат              | Пласман               | Резултат              | Пласман               |
| ------------------- | ------------- | -------- | ------- | --------------------- | --------------------- | --------------------- | --------------------- | --------------------- | --------------------- |
| Елизабета Павловска | 100 м препоне | 14.26    | 8       | Није се квалификовала | Није се квалификовала | Није се квалификовала | Није се квалификовала | Није се квалификовала | Није се квалификовала |

### Кајак и кану

#### Слалом
| Такмичар       | Дисциплина | Прва вожња | Прва вожња    | Прва вожња   | Друга вожња | Друга вожња   | Друга вожња  | Укупно       | Укупно  |
| Такмичар       | Дисциплина | Време      | Казнени поени | Укупно време | Време       | Казнени поени | Укупно време | Збирно време | Пласман |
| -------------- | ---------- | ---------- | ------------- | ------------ | ----------- | ------------- | ------------ | ------------ | ------- |
| Лазар Поповски | К-1        | 2:03.82    | 0             | 123.82       | 2:05.72     | 10            | 135.72       | 123.82       | 34      |
| Лазо Милоевић  | Ц-1        | -          | 55            | Није завршио | 2:35.22     | 15            | 170.22       | 170.22       | 31      |

### Пливање

#### Мушкарци
| Пливачица       | Дисциплина   | Група   | Група   | Финале           | Финале           |
| Пливачица       | Дисциплина   | Време   | Пласман | Време            | Пласман          |
| --------------- | ------------ | ------- | ------- | ---------------- | ---------------- |
| Кире Филиповски | 100 м делфин | 56.68   | 43      | Није се пласирао | Није се пласирао |
| Кире Филиповски | 200 м делфин | 2:08.71 | =39     | Није се пласирао | Није се пласирао |

#### Жене
| Пливачица        | Дисциплина   | Група   | Група   | Финале            | Финале            |
| Пливачица        | Дисциплина   | Време   | Пласман | Време             | Пласман           |
| ---------------- | ------------ | ------- | ------- | ----------------- | ----------------- |
| Наташа Мешковска | 100 м делфин | 1:04.16 | 35      | Није се пласирала | Није се пласирала |
| Наташа Мешковска | 200 м леђно  | 2:16.54 | 18      | Није се пласирала | Није се пласирала |

### Рвање

#### Слободни стил
| Рвач        | Категорија | Елиминациона група           | Елиминациона група | Елиминациона група            | Елиминациона група | Елиминациона група | Елиминациона група | Елиминациона група | Финални мечеви             | Финални мечеви       |
| Рвач        | Категорија | 1. коло Резултат             | 2. коло Резултат   | 3. коло Резултат              | 4. коло Резултат   | 5. коло Резултат   | 6. коло Резултат   | Пласман            | Мечеви за пласман Резултат | Пласман              |
| ----------- | ---------- | ---------------------------- | ------------------ | ----------------------------- | ------------------ | ------------------ | ------------------ | ------------------ | -------------------------- | -------------------- |
| Зоран Шоров | до 57 кг   | Јирген Шеибе (GER) · Пор 2-6 | Слободан           | Румен Павлов (BUL) · Пор 2-10 |                    |                    |                    | 7                  | Није се квалификовао       | Није се квалификовао |